# جاسون براون

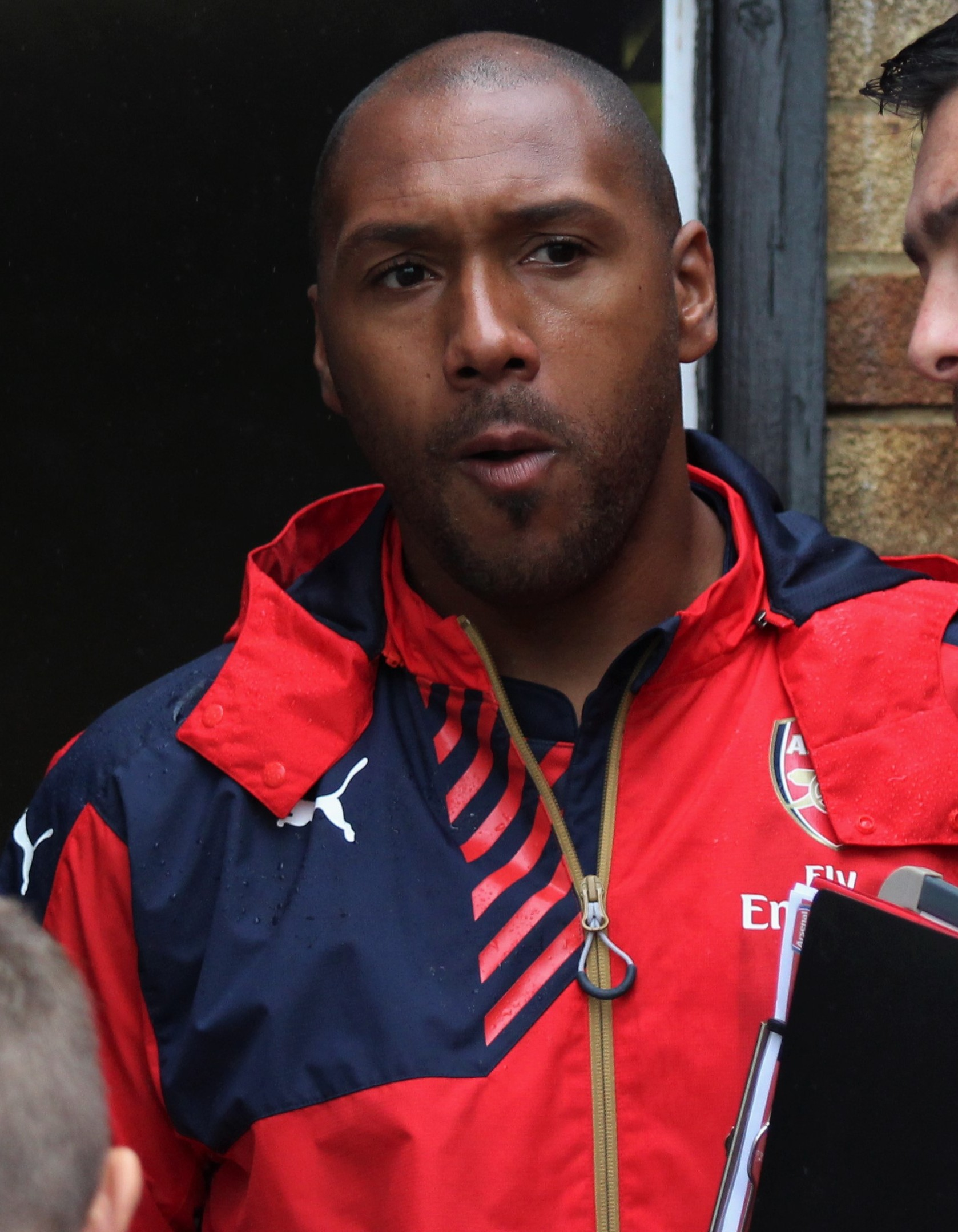

جاسون براون (بالإنجليزية: Jason Brown)، من مواليد 18 مايو 1982 في لندن في إنجلترا، لاعب كرة قدم ويلزي.
بدأ مسيرته الكروية مع نادي غيلينغهام في عام 2001، ولعب معهم حتى عام 2006، شارك معهم في 126 مباراة، ومنذ عام 2006 وهو يلعب مع نادي بلاكبيرن روفرز.
و هو يلعب مع منتخب ويلز لكرة القدم.

## روابط خارجية
- جاسون براون على موقع قاعدة بيانات كرة القدم.إي يو (الإنجليزية)
- جاسون براون على موقع ناشيونال فوتبول تيمز (الإنجليزية)
- جاسون براون على موقع Soccerbase.com (لاعب) (الإنجليزية)
- جاسون براون على موقع Soccerway.com (الإنجليزية)
- جاسون براون على موقع عالم كرة القدم.نت (الإنجليزية)